# Asesinato de María Angélica Sabelli
María Angélica Sabelli, cuyo apodo era Petisa, fue una guerrillera que nació en la provincia de Buenos Aires, Argentina, el 12 de enero de 1949 y murió en la Base Naval Almirante Zar ubicada en las cercanías de Trelew, provincia de Chubut, Argentina, asesinada durante la llamada Masacre de Trelew.

## Actividad en la guerrilla
Mientras estudiaba en el Colegio Nacional Buenos Aires se relacionó con Carlos Olmedo y hacia 1968 empezó a formar parte del grupo organizado el año anterior por éste y Roberto Quieto para apoyar la guerrilla de Che Guevara en Bolivia. Cuando la muerte de Guevara pone fin al proyecto pasa a ser responsable de un ámbito de reclutamiento de jóvenes, entre los que estuvieron Miní Viñas, hija del escritor David Viñas, Claudia Urondo, hija de Paco Urondo y Carlos Goldemberg.
Mientras estudiaba Matemáticas en la Facultad de Ciencias Exactas de la Universidad de Buenos Aires y trabajaba como empleada y dando clases particulares, Sabelli realizó tareas de inteligencia y planificación en acciones de las Fuerzas Armadas Revolucionarias tales como los atentados con bombas contra la cadena de supermercados Minimax ocurridos el 26 de junio de 1969 y el copamiento de la ciudad de Garín en el partido de Escobar, provincia de Buenos Aires realizado por las FAR el 30 de julio de 1970, en el que los guerrilleros mataron a un policía.
Detenida por la policía en febrero de 1972, estaba alojada en el penal de máxima seguridad de Rawson cuando se produjo el intento de fuga.

## Fuga y masacre en Trelew
El 15 de agosto de 1972 Sabelli se fugó del penal junto a otros integrantes de las FAR, el  Ejército Revolucionario del Pueblo y Montoneros, en un resonante operativo durante el cual asesinaron al guardiacárcel Juan Gregorio Valenzuela. Por fallas en el operativo sólo un puñado de dirigentes guerrilleros llegó a tiempo al aeropuerto y Sabelli, que integraba un segundo grupo de 19 evadidos logró arribar por sus propios medios en tres taxis al aeropuerto, pero llegaron tarde, justo en el momento en que la aeronave despegaba rumbo al vecino país de Chile, gobernado entonces por el socialista Salvador Allende. 
Al ver frustradas sus posibilidades, luego de ofrecer una conferencia de prensa este contingente depuso sus armas sin oponer resistencia ante los efectivos militares de la Armada que mantenían rodeada la zona, solicitando y recibiendo públicas garantías para sus vidas en presencia de periodistas y autoridades judiciales.
Una patrulla militar bajo las órdenes del capitán de corbeta Luis Emilio Sosa, segundo jefe de la Base Aeronaval Almirante Zar, condujo a los prisioneros recapturados dentro de una unidad de transporte colectivo hacia dicha dependencia militar. Ante la oposición de estos y el pedido de ser trasladados de regreso nuevamente a la cárcel de Rawson, el capitán Sosa adujo que el nuevo sitio de reclusión era transitorio, pues dentro del penal continuaba el motín y no estaban dadas las condiciones de seguridad.
Al arribar el contingente al nuevo destino de detención, el juez Alejandro Godoy, el director del diario Jornada, el subdirector del diario El Chubut, el director de LU17 Héctor "Pepe" Castro y el abogado Mario Abel Amaya, quienes acompañaban como garantes a los detenidos, no pudieron ingresar con ellos y fueron obligados a retirarse.
A las 03:30 horas del 22 de agosto, en la Base Naval Almirante Zar, los 19 detenidos fueron despertados y sacados de sus celdas. Según testimonios de los tres únicos reclusos sobrevivientes, mientras estaban formados y obligados a mirar hacia el piso fueron ametrallados por una patrulla a cargo del capitán de corbeta Luis Emilio Sosa y del teniente Roberto Guillermo Bravo, falleciendo en el acto o  rematados después con armas cortas la mayoría de ellos, incluida Sabelli.